# Eleccions presidencials franceses de 2022
Les eleccions presidencials franceses de 2022 es van celebrar els diumenges 10 d'abril en primera volta i 24 d'abril en segona volta, per a elegir el president de la República Francesa (que a la vegada ocupa el càrrec de copríncep francès d'Andorra) per a un mandat de cinc anys. Emmanuel Macron, de La República en Marxa, derrotà Marine Le Pen, del Reagrupament Nacional, a la segona volta i fou reelegit president.

## Sistema electoral
El president de la República Francesa s'elegeix per sufragi universal directe, per a un mandat de cinc anys, mitjançant l'escrutini uninominal majoritari amb segona volta.
Si no hi ha cap candidat que aconsegueixi la majoria absoluta dels vots en la primera volta, se celebra una segona volta 14 dies després en què només es poden presentar els dos candidats que han obtingut més vots en la primera volta.
Cada candidat ha de complir les condicions següents:
- Tenir la nacionalitat francesa i no estar privat dels seus drets civils pel que fa a l'eligibilitat
- Tenir un mínim de 18 anys
- Estar inscrit en una llista electoral
- Haver redactat una declaració de situació patrimonial
- Tenir un compte bancari de campanya
- Recollir 500 avals de diputats o d'electes locals, que han de venir de, com a mínim, 30 departaments o col·lectivitats d'ultramar.

## Candidats
| Candidat i partit polític                  | Candidat i partit polític | Candidat i partit polític | Càrrecs polítics                                                                                              | Eslògan de campanya | Detalls |
| ------------------------------------------ | ------------------------- | ------------------------- | --- | --- | --- |
| Nathalie Arthaud Lluita Obrera             |                           |                           | Portaveu de Lluita Obrera (des del 2008)                                                                      | Le camp des travailleurs (La veu dels treballadors)                                                                                        | Havia estat candidata per Lluita Obrera a les presidencials del 2012 i del 2017. Va anunciar la candidatura el 16 de setembre del 2021.                                                                            |
| Fabien Roussel Partit Comunista Francès    |                           |                           | Secretari nacional del Partit Comunista Francès (des del 2018) Diputat del Nord (des del 2017)                | La France des jours heureux (La França dels dies feliços)                                                                                  | Anuncià la candidatura el novembre del 2020 i aconseguí el suport dels militants del partit en una consulta interna el maig del 2021.                                                                              |
| Emmanuel Macron La República en Marxa      |                           |                           | President de la República Francesa (des del 2017)                                                             | Avec vous (Amb vosaltres) i després Nous tous (Tots nosaltres)                                                                             | Fou ministre d'Economia, d'Indústria i d'Economia Digital durant la presidència de François Hollande. Fou elegit president de la República el 2017 i confirmà la candidatura a la reelecció el 3 de març del 2022. |
| Jean Lassalle Résistons                    |                           |                           | President de Résistons (des del 2016) Diputat dels Pirineus Atlàntics (des del 2002)                          | La France authentique (La França autèntica)                                                                                                | Membre del Moviment Demòcrata, abandonà el partit el 2016 i es presentà a les presidencials del 2017. |
| Marine Le Pen Reagrupament Nacional        |                           |                           | Diputada del Pas de Calais (des del 2017) Consellera departamental del Pas de Calais (des del 2021)           | La France qu'on M (La França que estimem) i després Femme d'État (Dona d'estat)                                                            | Fou candidata en les presidencials del 2012 i del 2017. Anuncià la candidatura el gener del 2020. |
| Éric Zemmour Reconquesta                   |                           |                           | President de Reconquesta (des del 2021)                                                                       | Impossible n'est pas français (Impossible no és francès) i després Pour que la France reste la France (Perquè França continuï sent França) | Periodista i escriptor, anuncià la candidatura el novembre del 2021. |
| Jean-Luc Mélenchon França Insubmisa        |                           |                           | Diputat de les Boques del Roine (des del 2017)                                                                | Un autre monde est possible (Un altre món és possible)                                                                                     | Ja es presentà a les presidencials del 2012 i del 2017. |
| Anne Hidalgo Partit Socialista             |                           |                           | Vicepresidenta de la Metròpoli del Gran París (des del 2016) Alcaldessa de París (des del 2014)               | Ensemble changeons d'avenir (Junts canviem el futur)                                                                                       | Anuncià la candidatura el setembre del 2021. |
| Yannick Jadot Europa Ecologia-Els Verds    |                           |                           | Diputat europeu (des del 2009)                                                                                | Changeons ! (Canviem!) i després Faire face (Encarem-ho)                                                                                   | Guanyà les primàries del partit el setembre del 2021. |
| Valérie Pécresse Els Republicans           |                           |                           | Presidenta de Soyons libres (des del 2017) Presidenta del Consell Regional de l'Illa de França (des del 2015) | Le courage de faire (El coratge de fer) | Fou ministra d'Ensenyament Superior i ministra del Pressupost durant la presidència de Nicolas Sarkozy. Anuncià la candidatura el juliol del 2021.                                                                 |
| Philippe Poutou Nou Partit Anticapitalista |                           |                           | Conseller municipal de Bordeus (des del 2020)                                                                 | L'urgence anticapitaliste (L'emergència anticapitalista)                                                                                   | Havia estat sindicalista a la fàbrica Ford de Bordeus. Ja fou candidat en les presidencials del 2012 i del 2017.                                                                                                   |
| Nicolas Dupont-Aignan Debout la France     |                           |                           | President de Debout la France (des del 2008) Diputat de l'Essonne (des del 1997)                              | Sauvons la France ! (Salvem França!) i després Choisir la liberté (Triar la llibertat)                                                     | Es presentà a les presidencials del 2012 i del 2017. |

## Resultats
| Candidats                                    | Candidats             | Partit                     | Primera volta | Primera volta | Segona volta | Segona volta |
| Candidats                                    | Candidats             | Partit                     | Vots          | Percentatge   | Vots         | Percentatge  |
| -------------------------------------------- | --------------------- | -------------------------- | ------------- | ------------- | ------------ | ------------ |
|                                              | Emmanuel Macron       | La República en Marxa      | 9.783.058     | 27,85         | 18,768,639   | 58,55        |
|                                              | Marine Le Pen         | Reagrupament Nacional      | 8.133.828     | 23,15         | 13.288.686   | 41,45        |
|                                              | Jean-Luc Mélenchon    | França Insubmisa           | 7.712.520     | 21,95         |              |              |
|                                              | Éric Zemmour          | Reconquesta                | 2.485.226     | 7,07          |              |              |
|                                              | Valérie Pécresse      | Els Republicans            | 1.679.001     | 4,78          |              |              |
|                                              | Yannick Jadot         | Europa Ecologia-Els Verds  | 1.627.853     | 4,63          |              |              |
|                                              | Jean Lassalle         | Resistir                   | 1.101.387     | 3,13          |              |              |
|                                              | Fabien Roussel        | Partit Comunista Francès   | 802.422       | 2,28          |              |              |
|                                              | Nicolas Dupont-Aignan | Debout la France           | 725.176       | 2,06          |              |              |
|                                              | Anne Hidalgo          | Partit Socialista          | 616.478       | 1,74          |              |              |
|                                              | Philippe Poutou       | Nou Partit Anticapitalista | 268.904       | 0,76          |              |              |
|                                              | Nathalie Arthaud      | Lluita Obrera              | 197.094       | 0,56          |              |              |
|                                              |                       |                            |               |               |              |              |
| Total                                        | Total                 | Total                      | 35.923.707    | 100           | 35.096.478   | 100          |
|                                              |                       |                            |               |               |              |              |
| Vots vàlids                                  | Vots vàlids           | Vots vàlids                | 35.923.707    | 97,82         | 35.096.478   | 91,40        |
| Vots en blanc                                | Vots en blanc         | Vots en blanc              | 543.609       | 1,51          | 2.233.904    | 6,35         |
| Vots nuls                                    | Vots nuls             | Vots nuls                  | 247.151       | 0,67          | 805.249      | 2,25         |
| Participació                                 | Participació          | Participació               | 35.132.947    | 73,69         | 32.057.325   | 71,99        |
| Abstenció                                    | Abstenció             | Abstenció                  | 12.824.169    | 26,31         | 13.656.109   | 28,01        |
| Votants registrats                           | Votants registrats    | Votants registrats         | 48.747.876    | 100           | 48.752.339   | 100          |
|                                              |                       |                            |               |               |              |              |
| Resultats de la primera volta · segona volta |                       |                            |               |               |              |              |